# Manuela Pietraß
Manuela Pietraß ist eine deutsche Erziehungswissenschaftlerin und Professorin für Erziehungswissenschaft mit Schwerpunkt Medienbildung an der Universität der Bundeswehr München. 

## Leben
Sie studierte Kommunikationswissenschaft, Psychologie und Pädagogik an der Ludwig-Maximilians-Universität München. Nach ihrer Promotion in der Pädagogik zum Dr. phil., die mit einem Stipendium der Universität gefördert wurde, war sie wissenschaftliche Assistentin und Oberassistentin am Institut für Pädagogik (Lehrstuhl Rudolf Tippelt) an der Fakultät für Psychologie und Pädagogik in München. Sie habilitierte sich ebenda und erhielt eine Venia legendi für Pädagogik.
Seit Februar 2021 leitet sie das Projekt CARE, das unter Begleitung des BMVg steht und Familien in Belastungssituationen unterstützt.
Sie lehrte als Gastprofessorin für Kommunikationswissenschaft und Medienpädagogik an der Friedrich-Alexander-Universität Erlangen-Nürnberg. Von 2009 bis 2010 lehrte sie als Professorin für Medienpädagogik an der PH Freiburg. Seit 2010 hat sie die Professur für Erziehungswissenschaft mit Schwerpunkt Medienbildung an der Universität der Bundeswehr München inne.
Von 2016 bis 2018 war sie Vorsitzende der Sektion Medienpädagogik der Deutschen Gesellschaft für Erziehungswissenschaft und Mitherausgeberin der Zeitschrift MedienPädagogik. Seit 2011 ist sie Vorstandsmitglied des JFF – Institut für Medienpädagogik in Forschung und Praxis München. Von 2010 bis 2018 war sie Dekanin der Fakultät für Humanwissenschaften an der Universität der Bundeswehr München. Von 2018 bis 2020 war sie stellvertretende Senatsvorsitzende der UnibwM. Seit 2019 ist sie Präsidentin des Erziehungswissenschaftlichen Fakultätentages. 
Sie ist seit 2023 Sprecherin des Beirates der Clausewitz-Gesellschaft e.V.
Ihre Forschungsschwerpunkte umfassen
- Theorie der (Medien-)Bildung und Lerntheorie
- Epistemologie der Medien (Medialität)
- Empirische Untersuchung von Erfahrung und Bildung mit Medien (insb. Simulationen, mediale Hybridformate wie Serious Games)
- Allgemeine Didaktik und Mediendidaktik

## Schriften (Auswahl)
- Der Situationsumschlag. Die Angst beim plötzlichen Einbruch eines radikal Anderen. Würzburg 1995, ISBN 3-88479-992-4.
- Starkult. Mediale Leitbilder für Jugendliche?. Amberg 2002, ISBN 3-935719-04-3.
- Bild und Wirklichkeit. Zur Unterscheidung von Realität und Fiktion bei der Medienrezeption. Opladen 2003, ISBN 3-8100-3636-6.
- Mediale Erfahrungswelt und die Bildung Erwachsener. Bielefeld 2006, ISBN 3-7639-1906-6.
- Formen von Medialitätsbewusstsein. Baden-Baden 2018, ISBN 3-8487-4785-5
- Jahrbuch Medienpädagogik 14. Wiesbaden 2018, ISBN 3-658-19838-9